# Résultats électoraux de Rosemont
Pour un article plus général, voir Rosemont (circonscription provinciale).
Les résultats électoraux de Rosemont se trouvent dans les tableaux ci-dessous. La circonscription de Rosemont est située dans la région de Montréal. Il s'agit d'une circonscription urbaine. 
L'actuel député est Vincent Marissal. Il est élu à l'élection de 2018.
| Aller aux résultats d'une élection                                  |
| ------------------------------------------------------------------- |
| 1989 • 1994 • 1998 • 2003 • 2007 • 2008 • 2012 • 2014 • 2018 • 2022 |

## Résultats

### Évolution pour les principaux partis
| |
| - Parti libéral - Parti québécois - Union nationale (ancien) - Crédit social (ancien) - Action démocratique (ancien) - Québec solidaire - Coalition avenir - Parti conservateur |

### Résultats détaillés
|                                                                                               | Nom                        | Parti            | Nombre de voix | %      | Maj.  |
| --------------------------------------------------------------------------------------------- | -------------------------- | ---------------- | -------------- | ------ | ----- |
|                                                                                               | Vincent Marissal (sortant) | Québec solidaire | 13 311         | 37,6 % | 5 154 |
|                                                                                               | Sandra O'Connor            | Coalition avenir | 8 157          | 23,1 % | -     |
|                                                                                               | Pierre-Luc Brillant        | Parti québécois  | 7 527          | 21,3 % | -     |
|                                                                                               | Sherlyne Duverneau         | Libéral          | 4 170          | 11,8 % | -     |
|                                                                                               | Marie-France Lemay         | Conservateur     | 1 605          | 4,5 %  | -     |
|                                                                                               | Jamie D'Souza              | Vert             | 452            | 1,3 %  | -     |
|                                                                                               | Jean-François Racine       | Climat Québec    | 158            | 0,4 %  | -     |
| Total                                                                                         | Total                      | Total            | 35 380         | 100 %  |       |
| Le taux de participation lors de l'élection était de 68,2 % et 405 bulletins ont été rejetés. |                            |                  |                |        |       |

|                                                                                               | Nom                           | Parti              | Nombre de voix | %      | Maj.  |
| --------------------------------------------------------------------------------------------- | ----------------------------- | ------------------ | -------------- | ------ | ----- |
|                                                                                               | Vincent Marissal              | Québec solidaire   | 12 920         | 35,2 % | 2 500 |
|                                                                                               | Jean-François Lisée (sortant) | Parti québécois    | 10 420         | 28,4 % | -     |
|                                                                                               | Agata La Rosa                 | Libéral            | 6 148          | 16,8 % | -     |
|                                                                                               | Sonya Cormier                 | Coalition avenir   | 5 703          | 15,6 % | -     |
|                                                                                               | Karl Dubois                   | Vert               | 521            | 1,4 %  | -     |
|                                                                                               | Paulina Ayala                 | NPD Québec         | 314            | 0,9 %  | -     |
|                                                                                               | Catherine Raymond-Poirier     | Parti nul          | 225            | 0,6 %  | -     |
|                                                                                               | Alexandra Liendo              | Conservateur       | 217            | 0,6 %  | -     |
|                                                                                               | Coralie Laperrière            | Bloc pot           | 130            | 0,4 %  | -     |
|                                                                                               | Stéphane Chénier              | Marxiste-léniniste | 55             | 0,2 %  | -     |
| Total                                                                                         | Total                         | Total              | 36 653         | 100 %  |       |
| Le taux de participation lors de l'élection était de 69,4 % et 542 bulletins ont été rejetés. |                               |                    |                |        |       |

|                                                                                               | Nom                           | Parti              | Nombre de voix | %      | Maj.  |
| --------------------------------------------------------------------------------------------- | ----------------------------- | ------------------ | -------------- | ------ | ----- |
|                                                                                               | Jean-François Lisée (sortant) | Parti québécois    | 12 712         | 34,3 % | 1 598 |
|                                                                                               | Thiery Valade                 | Libéral            | 11 114         | 30 %   | -     |
|                                                                                               | Jean Trudelle                 | Québec solidaire   | 6 930          | 18,7 % | -     |
|                                                                                               | Carl Dubois                   | Coalition avenir   | 5 252          | 14,2 % | -     |
|                                                                                               | Ksenia Svetoushkina           | Vert               | 488            | 1,3 %  | -     |
|                                                                                               | Sophie-Geneviève Labelle      | Option nationale   | 321            | 0,9 %  | -     |
|                                                                                               | Matthew Babin                 | Bloc pot           | 200            | 0,5 %  | -     |
|                                                                                               | Stéphane Chénier              | Marxiste-léniniste | 78             | 0,2 %  | -     |
| Total                                                                                         | Total                         | Total              | 37 095         | 100 %  |       |
| Le taux de participation lors de l'élection était de 72,7 % et 560 bulletins ont été rejetés. |                               |                    |                |        |       |

|                                                                                               | Nom                      | Parti                  | Nombre de voix | %      | Maj.  |
| --------------------------------------------------------------------------------------------- | ------------------------ | ---------------------- | -------------- | ------ | ----- |
|                                                                                               | Jean-François Lisée      | Parti québécois        | 16 780         | 43,7 % | 8 944 |
|                                                                                               | Madwa-Nika Phanord-Cadet | Libéral                | 7 836          | 20,4 % | -     |
|                                                                                               | Léo Fradette             | Coalition avenir       | 6 657          | 17,3 % | -     |
|                                                                                               | François Saillant        | Québec solidaire       | 5 564          | 14,5 % | -     |
|                                                                                               | Johanne Lavoie           | Option nationale       | 1 079          | 2,8 %  | -     |
|                                                                                               | Raynald St-Onge          | Bloc pot               | 220            | 0,6 %  | -     |
|                                                                                               | Daniel Guersan           | Coalition constituante | 160            | 0,4 %  | -     |
|                                                                                               | Stéphane Chénier         | Marxiste-léniniste     | 127            | 0,3 %  | -     |
| Total                                                                                         | Total                    | Total                  | 38 423         | 100 %  |       |
| Le taux de participation lors de l'élection était de 76,1 % et 446 bulletins ont été rejetés. |                          |                        |                |        |       |

|                                                                                               | Nom                | Parti               | Nombre de voix | %      | Maj.  |
| --------------------------------------------------------------------------------------------- | ------------------ | ------------------- | -------------- | ------ | ----- |
|                                                                                               | Louise Beaudoin    | Parti québécois     | 15 220         | 50,7 % | 5 663 |
|                                                                                               | Nathalie Rivard    | Libéral             | 9 557          | 31,8 % | -     |
|                                                                                               | François Saillant  | Québec solidaire    | 2 470          | 8,2 %  | -     |
|                                                                                               | Audrey Férec       | Action démocratique | 1 891          | 6,3 %  | -     |
|                                                                                               | Sylvain Valiquette | Vert                | 816            | 2,7 %  | -     |
|                                                                                               | Stéphane Chénier   | Marxiste-léniniste  | 88             | 0,3 %  | -     |
| Total                                                                                         | Total              | Total               | 30 042         | 100 %  |       |
| Le taux de participation lors de l'élection était de 58,7 % et 408 bulletins ont été rejetés. |                    |                     |                |        |       |

|                                                                                               | Nom                              | Parti               | Nombre de voix | %      | Maj.  |
| --------------------------------------------------------------------------------------------- | -------------------------------- | ------------------- | -------------- | ------ | ----- |
|                                                                                               | Rita Dionne-Marsolais (sortante) | Parti québécois     | 14 146         | 38,6 % | 4 175 |
|                                                                                               | Yasmine Alloul                   | Libéral             | 9 971          | 27,2 % | -     |
|                                                                                               | L. Thierry Bernard               | Action démocratique | 6 936          | 18,9 % | -     |
|                                                                                               | François Saillant                | Québec solidaire    | 3 433          | 9,4 %  | -     |
|                                                                                               | Marc-André Gadoury               | Vert                | 1 931          | 5,3 %  | -     |
|                                                                                               | Raphaël Turbide                  | Bloc pot            | 149            | 0,4 %  | -     |
|                                                                                               | Stéphane Chénier                 | Marxiste-léniniste  | 82             | 0,2 %  | -     |
| Total                                                                                         | Total                            | Total               | 36 648         | 100 %  |       |
| Le taux de participation lors de l'élection était de 70,9 % et 399 bulletins ont été rejetés. |                                  |                     |                |        |       |

|                                                                                               | Nom                              | Parti                 | Nombre de voix | %      | Maj.  |
| --------------------------------------------------------------------------------------------- | -------------------------------- | --------------------- | -------------- | ------ | ----- |
|                                                                                               | Rita Dionne-Marsolais (sortante) | Parti québécois       | 16 143         | 43,8 % | 1 422 |
|                                                                                               | Marylin Thomas                   | Libéral               | 14 721         | 39,9 % | -     |
|                                                                                               | Denise Larouche                  | Action démocratique   | 4 248          | 11,5 % | -     |
|                                                                                               | Omar Aktouf                      | UFP                   | 1 132          | 3,1 %  | -     |
|                                                                                               | Huguette Plourde                 | Bloc pot              | 493            | 1,3 %  | -     |
|                                                                                               | Suzelle Gill                     | Démocratie chrétienne | 147            | 0,4 %  | -     |
| Total                                                                                         | Total                            | Total                 | 36 884         | 100 %  |       |
| Le taux de participation lors de l'élection était de 71,3 % et 516 bulletins ont été rejetés. |                                  |                       |                |        |       |

|                                                                                               | Nom                              | Parti                 | Nombre de voix | %      | Maj.  |
| --------------------------------------------------------------------------------------------- | -------------------------------- | --------------------- | -------------- | ------ | ----- |
|                                                                                               | Rita Dionne-Marsolais (sortante) | Parti québécois       | 14 116         | 47,9 % | 2 668 |
|                                                                                               | Jonathan Sauvé                   | Libéral               | 11 448         | 38,9 % | -     |
|                                                                                               | Alain Arbour                     | Action démocratique   | 3 029          | 10,3 % | -     |
|                                                                                               | Alexandre Néron                  | Bloc pot              | 296            | 1 %    | -     |
|                                                                                               | Roy Semak                        | Démocratie socialiste | 263            | 0,9 %  | -     |
|                                                                                               | Michèle Beausoleil               | Loi naturelle         | 199            | 0,7 %  | -     |
|                                                                                               | Michèle Breton                   | Communiste            | 90             | 0,3 %  | -     |
| Total                                                                                         | Total                            | Total                 | 29 441         | 100 %  |       |
| Le taux de participation lors de l'élection était de 77,4 % et 413 bulletins ont été rejetés. |                                  |                       |                |        |       |

|                                                                                               | Nom                   | Parti                | Nombre de voix | %      | Maj.  |
| --------------------------------------------------------------------------------------------- | --------------------- | -------------------- | -------------- | ------ | ----- |
|                                                                                               | Rita Dionne-Marsolais | Parti québécois      | 14 736         | 49,3 % | 2 500 |
|                                                                                               | Nicole Thibodeau      | Libéral              | 12 236         | 40,9 % | -     |
|                                                                                               | Luc Leclerc           | Action démocratique  | 1 946          | 6,5 %  | -     |
|                                                                                               | Manon Leclerc         | NPD Québec           | 626            | 2,1 %  | -     |
|                                                                                               | Marc Roy              | Loi naturelle        | 226            | 0,8 %  | -     |
|                                                                                               | Normand Bélanger      | République du Canada | 149            | 0,5 %  | -     |
| Total                                                                                         | Total                 | Total                | 29 919         | 100 %  |       |
| Le taux de participation lors de l'élection était de 83,7 % et 651 bulletins ont été rejetés. |                       |                      |                |        |       |

|                                                                                               | Nom                  | Parti                        | Nombre de voix | %      | Maj. |
| --------------------------------------------------------------------------------------------- | -------------------- | ---------------------------- | -------------- | ------ | ---- |
|                                                                                               | Guy Rivard (sortant) | Libéral                      | 13 121         | 47 %   | 133  |
|                                                                                               | Sylvain Simard       | Parti québécois              | 12 988         | 46,5 % | -    |
|                                                                                               | Pierre Dion          | NPD Québec                   | 620            | 2,2 %  | -    |
|                                                                                               | Lyse T. Giguère      | Progressiste conservateur    | 298            | 1,1 %  | -    |
|                                                                                               | Richard Belleau      | Parti indépendantiste (1985) | 278            | 1 %    | -    |
|                                                                                               | Régis Beaulieu       | Travailleurs                 | 256            | 0,9 %  | -    |
|                                                                                               | Normand Bélanger     | République du Canada         | 134            | 0,5 %  | -    |
|                                                                                               | Jean-Paul Poulin     | Crédit social uni            | 92             | 0,3 %  | -    |
|                                                                                               | France Tremblay      | Marxiste-léniniste           | 79             | 0,3 %  | -    |
|                                                                                               | Jean-Yves Desgagnés  | Mouvement socialiste         | 67             | 0,2 %  | -    |
| Total                                                                                         | Total                | Total                        | 27 933         | 100 %  |      |
| Le taux de participation lors de l'élection était de 75,6 % et 862 bulletins ont été rejetés. |                      |                              |                |        |      |

1. ↑  DGEQ, « Résultats élections Québec 2022 », sur electionsquebec.qc.ca (consulté le 19 octobre 2022)
2. ↑  DGEQ, « Résultats élections Québec 2018 », sur electionsquebec.qc.ca (consulté le 15 mai 2019)